# Pomnik Władysława Stanisława Reymonta w Łodzi
Pomnik Władysława Stanisława Reymonta – rzeźba plenerowa wykonana z brązu, według projektu łódzkiego artysty rzeźbiarza Wacława Wołosewicza.
Pomnik jest centralnym punktem łódzkiego placu Władysława Reymonta. Odsłonięto go 21 października 1978 roku ku czci noblisty, autora Chłopów i Ziemi obiecanej – Władysława Stanisława Reymonta.

## Historia budowy
Z inicjatywą wzniesienia pomnika wystąpił we wrześniu 1976 r. łódzki Cech Rzemiosł Metalowych i Elektrotechnicznych z okazji swego 150-lecia, przypadającego w 1977 r. Wkrótce powołano komitet honorowy budowy pomnika, a jego przewodniczącym został ówczesny I sekretarz Komitetu Łódzkiego Polskiej Zjednoczonej Partii Robotniczej Bolesław Koperski. Komitetowi organizacyjnemu przewodniczył łódzki rzemieślnik Stanisław Wójcik. W wyniku ogłoszonego w 1977 r. konkursu wybrano spośród pięciu nadesłanych prac projekt Wacława Wołosewicza – artysty rzeźbiarza urodzonego w 1911 r. w Wilnie, po II wojnie światowej osiadłego w Łodzi, wykładowcy łódzkiej Państwowej Wyższej Szkoły Sztuk Plastycznych (obecnie Akademia Sztuk Pięknych im. Władysława Strzemińskiego), współautora m.in. pomników Wdzięczności Armii Czerwonej w parku im. księcia Józefa Poniatowskiego i Czynu Rewolucyjnego w parku im. Józefa Piłsudskiego na Zdrowiu.
Akt erekcyjny pod budowę pomnika wmurował na placu Reymonta 15 października 1977 r. I sekretarz KŁ PZPR Bolesław Koperski. Podczas uroczystości Iwona Kapuścińska, uczennica klasy VII Szkoły Podstawowej nr 174 w Łodzi, złożyła w imieniu łódzkiej młodzieży szkolnej zobowiązanie do zbiórki i sprzedaży surowców wtórnych w celu uzyskania i przekazania funduszy na budowę pomnika. Łącznie ze składek społecznych i zbiórki złomu zgromadzono 1 175 355 zł.
Odlew figury W. Reymonta wykonano w łódzkich Zakładach Sprzętu Przeciwpożarowego „Progaz”. Było to jedyne takie przedsięwzięcie w dotychczasowych dziejach tych zakładów. Gotowy odlew ważył 4 tony i składał się z 21 elementów.
Cokół pomnika został wykonany z granitu strzegomskiego przez Borowskie Kamieniołomy Drogowe w Borowie k. Strzegomia. Na jego przedniej, zachodniej ścianie umieszczono autograf pisarza. Betonową płytę wokół pomnika wykonał łódzki Kombinat Robót Drogowych.
Całą historię budowy pomnika uwiecznił na zdjęciach łódzki fotograf Włodzimierz Małek, zatrudniony wówczas w Łódzkiej Drukarni Prasowej, do którego zwrócił się z taką propozycją pomysłodawca – Cech Rzemiosł Metalowych i Elektrotechnicznych. Ponad 60 zdjęć jego autorstwa pokazano w dniach 9–27 września 2013 w holu wystawowym Wojewódzkiej Biblioteki Publicznej im. Marszałka Józefa Piłsudskiego w Łodzi na wystawie pt. „Jak powstawał pomnik Władysława Reymonta”, zorganizowanej z okazji 35. rocznicy odsłonięcia pomnika.

## Uroczystość odsłonięcia

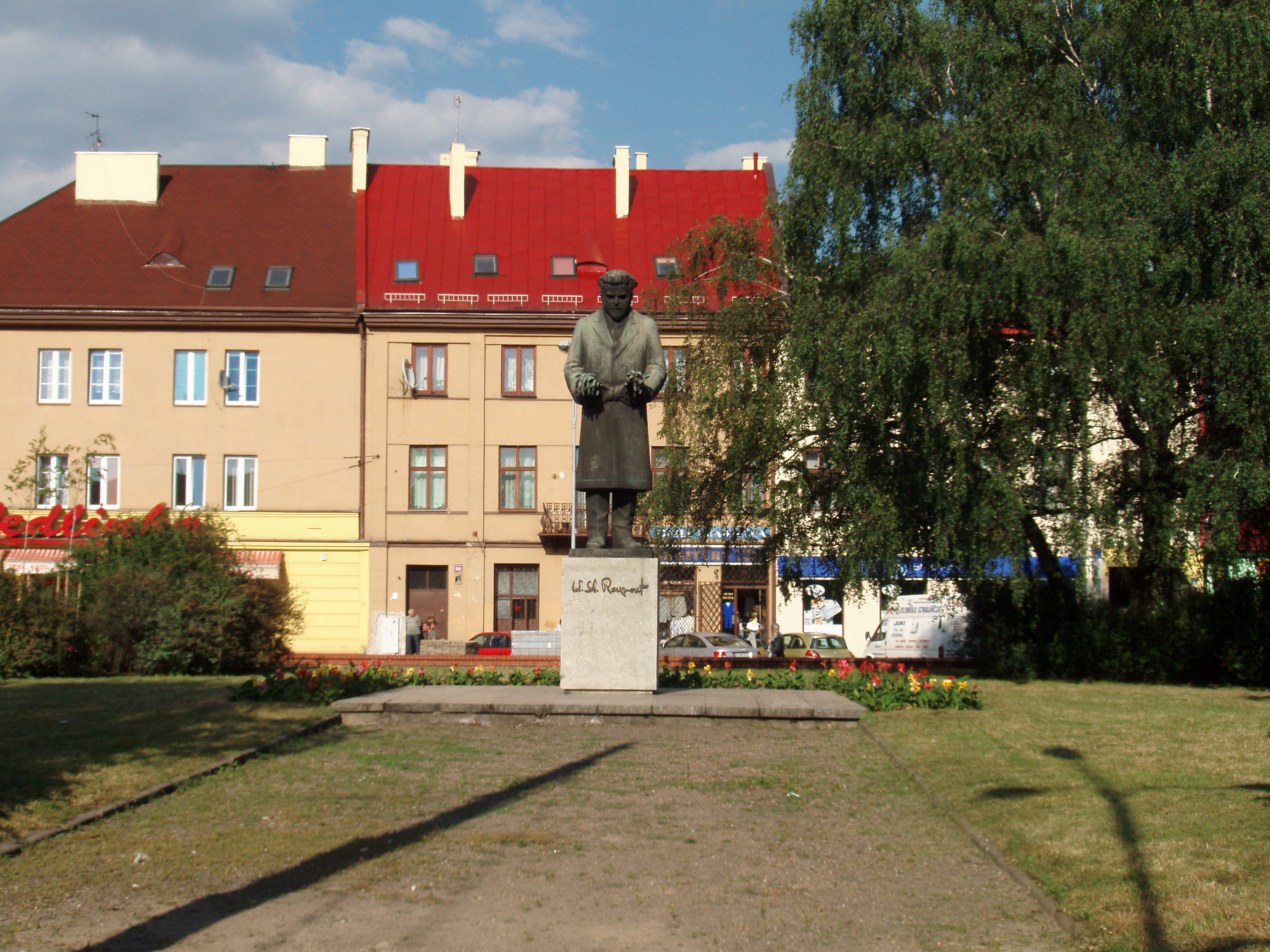
Pomnik Władysława S. Reymonta (czerwiec 2008)

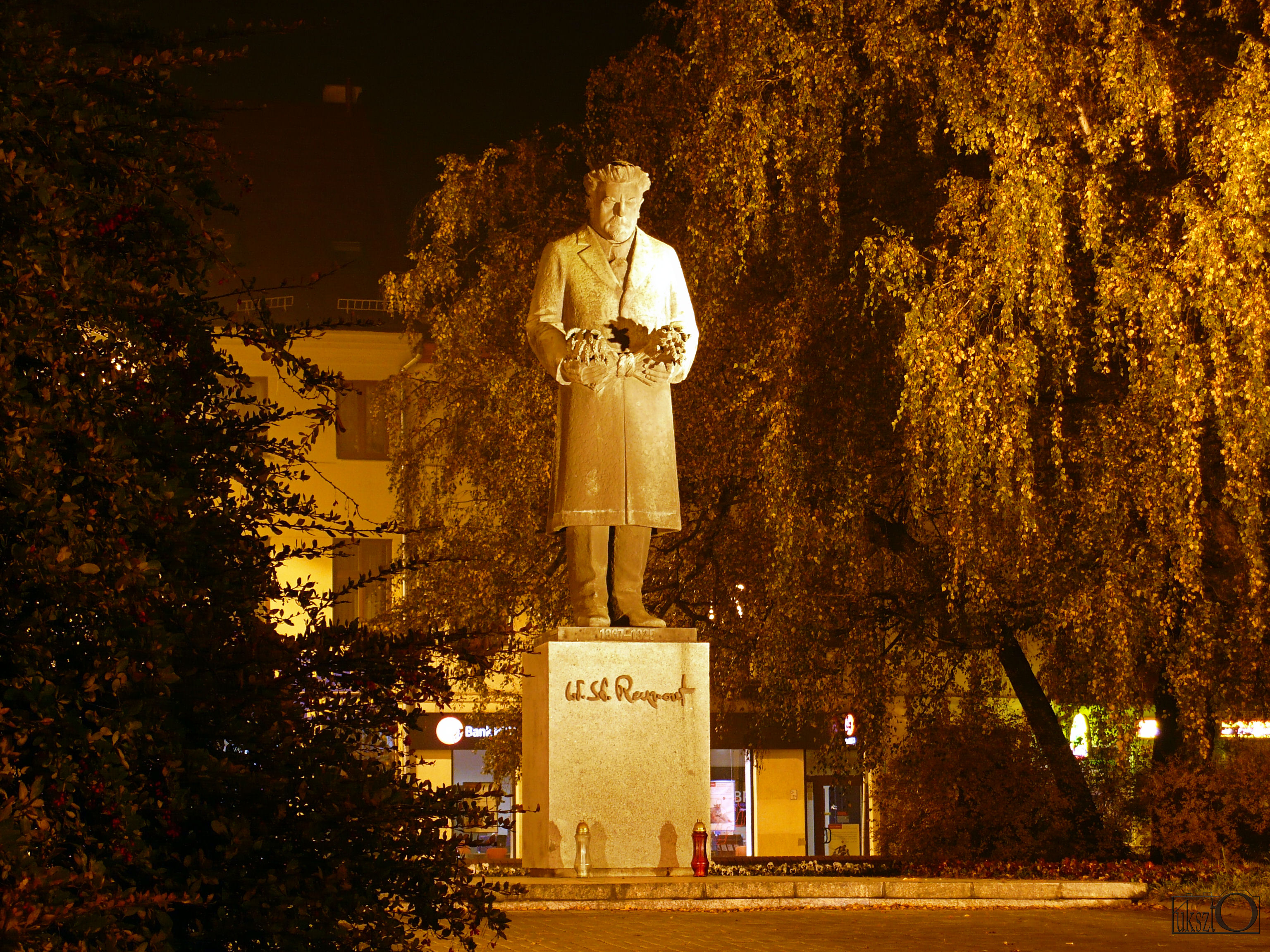
Pomnik Władysława S. Reymonta (listopad 2011)

Pomnik Władysława Reymonta został odsłonięty 21 października 1978 roku o godz. 11:00. W uroczystości uczestniczyli: I sekretarz KŁ PZPR, przewodniczący Rady Narodowej m. Łodzi Bolesław Koperski, prezydent m. Łodzi Józef Niewiadomski, sekretarz i członek Prezydium Centralnego Komitetu Stronnictwa Demokratycznego Edward Zgłobicki, prezes Zarządu Centralnego Związku Rzemiosła Andrzej Zawarczyński, sekretarz Zarządu Głównego Związku Literatów Polskich Jan Koprowski oraz krewni W. Reymonta, licznie zgromadzeni łodzianie, a także mieszkańcy wsi związanych z postacią W. S. Reymonta (m.in. Kobieli Wielkich, Lipiec Reymontowskich i Małkowa).
W imieniu Cechu Rzemiosł Metalowych i Elektrotechnicznych aktu przekazania pomnika miastu dokonał na ręce I sekretarza KŁ PZPR, przewodniczącego RN m. Łodzi Bolesława Koperskiego starszy cechu Henryk Bloch. Następnie przemówienia wygłosili Bolesław Koperski i Jerzy Wawrzak, prezes zarządu oddziału łódzkiego Związku Literatów Polskich.
Po odsłonięciu pomnika złożyli przed nim kwiaty przedstawiciele organizacji politycznych i społecznych, młodzieży oraz krewni pisarza. Na zakończenie pierwszej części uroczystości został odegrany hymn państwowy.
Z okazji odsłonięcia pomnika otwarto w Ogólnokształcącej Szkole Muzycznej I i II stopnia im. Henryka Wieniawskiego wystawę pt. „Łódź Reymontowi”, połączoną z seminarium na temat twórczości pisarza i jego związków z Łodzią. Po zakończeniu seminarium Bolesław Koperski wręczył odznaczenia osobom szczególnie zasłużonym dla budowy pomnika:
- Krzyż Komandorski Orderu Odrodzenia Polski – Stanisławowi Wójcikowi, przewodniczącemu komitetu organizacyjnego;
- Złoty Krzyż Zasługi – Edwardowi Skule;
- Srebrne Krzyże Zasługi – Bogdanowi Chrzanowskiemu i Januszowi Szczepańskiemu;
- Brązowe Krzyże Zasługi – Zbysławowi Dreslerowi, Henrykowi Tobiańskiemu i Romanowi Zielińskiemu;
- Odznaki Honorowe Miasta Łodzi – Bogdanowi Chrzanowskiemu, Wacławowi Glapskiemu, Andrzejowi Szałkowi, Czesławowi Telerzyńskiemu, Zdzisławowi Walczakowi i Wacławowi Wołosewiczowi, autorowi projektu pomnika;
- odznaki Zasłużonego Działacza Kultury – Kazimierzowi Karpińskiemu, Edwardowi Skule, Januszowi Szczepańskiemu, Wacławowi Wołosewiczowi i Stanisławowi Wójcikowi[6].

## W pobliżu
- Na północ – park im. Władysława Stanisława Reymonta oraz Biała Fabryka Geyera, będące zabytkami;
- na południe – plac Niepodległości i pomnik św. Faustyny Kowalskiej;
- dworek Ludwika Geyera przy ulicy Piotrkowskiej 286;
- kamienica Jana Starowicza „Pod Góralem” przy ulicy Piotrkowskiej 292.